# Simeonovo, Iambol
Simeonovo (în bulgară Симеоново) este un sat în comuna Tundja, regiunea Iambol,  Bulgaria. 

## Demografie
Componența etnică a satului Simeonovo
     Bulgari (96,49%)
     Romi (1,4%)
     Nicio identificare (0,7%)
     Altele (1,4%)
La recensământul din 2011, populația satului Simeonovo era de 285 locuitori. Din punct de vedere etnic, majoritatea locuitorilor (96,49%) erau bulgari, cu o minoritate de romi (1,4%). Pentru 0,7% din locuitori nu este cunoscută apartenența etnică.